# Scheiblers kapel
Scheiblers kapel (polsk Kaplica Scheiblera) er et mausoleum på Den gamle kirkegård i Łódź ved Ogrodowagaden, færdigbygget i 1888 efter tegninger af Edward Lilpop og Józef Dziekoński. Det er et af verdens fineste arkitektoniske sakralværker, og et eksempel på Łódź’ udvikling i det 19. århundrede – en udvikling uden sidestykke på verdensbasis. 
Efter Karol Scheiblers død udskrev byarkitekten Hilary Majewski en konkurrence om, at udforme et mausoleum til Scheibler, efter initiativ af den afdødes kone Anna. Siden forslagene ikke tilfredsstillede enken gav hun i 1885 opgaven til arkitekterne Edward Lilpop og Józef Dziekoński fra Warszawa. Mausoleet blev bygget i årene 1885-1888, og arkitekternes værk forbavsede samtiden. Aviser i Warszawa skrev: "Kapellet er det dyrest udformede monument i vort land". 
Bygningens neogotiske arkitektur er inspireret af de bedste eksempler på fransk og tysk gotik. Man kan finde lighedstræk med Stefansdommen i Wien og Sainte-Chapelle i Paris. Bygningen fik en slank form og et gennembrudt stentårn. Ved tårnets grundlag blev otte engle placeret, lavet af zinkblik af den kendte skulptør Andrzej Pruszyński fra Warszawa. Over inndgangen stod den polske indskrift "Pamięci Karola Scheiblera" ("Til minde om Karol Scheibler"). Mausoleet blev bygget i sandsten, mens indersiden blev udført i marmor. Vinduerne blev fyldt ud med glasmalerier. Resultatet ble et neogotisk mesterværk som få andre sakrale bygninger i Europa kan måle sig med. 
I kapellets krypt blev Karol Scheibler og hans to afdøde sønner gravlagt, senere også hans kone Anna Scheibler og andre efterkommere. Efter 2. verdenskrig blev kapellet i 1945 hærget og plyndret af vandaler, og senere efterladt til sig selv i årtier.
De første konkrete renoveringsarbejder blev først udført i 1991 på initiativ af det evangelisk-augsburgske sogn i byen, samtidig blev der skabt en renovationsplan for kapellet. Den blev imidlertid ikke realiseret af økonomiske årsager. I 2002 blev en del af kapellet restaureret. Et eget fond er opprettet for at samle penge ind til renoveringen af hele objektet. 
I kapellet organiseres i dag koncerter og gudstjenester.
51°46′36″N 19°26′00″Ø / 51.776617°N 19.433292°Ø